# Литовская Советская Социалистическая Республика
Лито́вская Сове́тская Социалисти́ческая Респу́блика (лит. Lietuvos Tarybų Socialistinė Respublika, Lietuvos TSR) (ЛССР, Советская Литва) — союзная советская социалистическая республика. Одна из республик СССР в период 1940—1990 годов, территория и границы которой с 1946 года совпадали с территорией и границами сегодняшней Литовской Республики (не принимая во внимание лишь незначительные изменения границ с Белоруссией).
Литовская ССР располагалась на западе европейской части СССР, граничила на севере с Латвийской ССР, на юге и востоке — с Белорусской ССР, на юго-западе с Калининградской областью РСФСР и Польшей. На западе омывалась Балтийским морем. Площадь — 65,2 тыс. км². Столица — Вильнюс. Была единственной республикой в составе СССР с преимущественно католическим населением.
11 марта 1990 года Верховный Совет ЛССР издал закон о переименовании государства в Литовскую Республику и провозгласил акт о восстановлении независимости Литвы. 6 сентября 1991 года Государственный Совет СССР признал независимость Литвы.

## История Литовской ССР

### Предпосылки образования Литовской ССР
23 августа 1939 года Германия и СССР подписали так называемый пакт Молотова — Риббентропа и его секретные протоколы. Согласно этим документам два государства поделили Восточную Европу на сферы влияния. Вначале оказавшись под влиянием Германии, после подписания 28 сентября 1939 года договора о дружбе и границах между СССР и Германией и секретного протокола Литва перешла в сферу влияния СССР.
На следующий день после нового соглашения СССР предложил Литве подписать договор о размещении военных баз на её территории. Во время переговоров в Москве литовской делегации было открыто сказано о разделении сферы влияния. Советская власть угрожала, что в случае отказа в размещении военных баз Литва не получит забранный у Польши Вильно, который тогда, возможно, перейдёт в состав Белорусской ССР. При таких условиях 10 октября 1939 года в Москве между Литвой и СССР был подписан договор о взаимопомощи, разрешающий советское военное присутствие в Литве в виде баз и ограниченного контингента военнослужащих с техникой. В итоге 18 786 военнослужащих Красной армии были размещены в стратегически важных точках страны: в Алитусе, Пренае, Гайжюнае и Новой Вильне. Фактически это означало потерю Литвой нейтралитета и то, что она оказывалась под прямым влиянием СССР.

### Включение Литвы в состав СССР

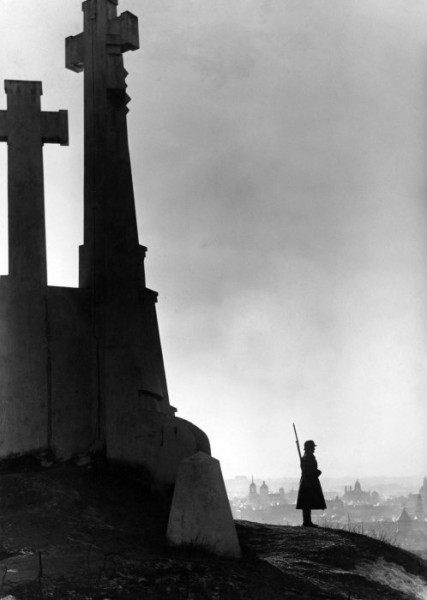
Литовский солдат на вершине горы Трех крестов в Вильнюсе, 1939 год

14 июня 1940 года Литве был выдвинут ультиматум в связи с похищением военных Красной армии. Требовалось отстранить от должности министра внутренних дел и руководителя Департамента по безопасности, поменять правительство, ввести неограниченное число военных Красной армии. Принятие ультиматума означало потерю государственности, хотя Вячеслав Молотов объявил Юозасу Урбшису, что, несмотря на ответ, «армия завтра всё равно войдёт на территорию Литвы». Этот документ полностью нарушил все до этого соглашения между Литвой и СССР, международное право, которое регулировало отношения суверенных стран.
Для обсуждения ультиматума было созвано последнее собрание Правительства Республики Литвы, на котором большинство проголосовало за принятие ультиматума.
15 июня утром президент Антанас Сметона передал управление страной премьер-министру Антанасу Меркису, а сам уехал из Литвы на Запад. В тот же день границу Литвы пересекли 8-я и 11-я армия (всего 15 дивизий). Эскадрилья самолётов заняли аэропорт в Каунасе, Радвилишкисе и Шяуляе. Красная армия прикрыла дорогу возможному сопротивлению, обезоружила литовскую армию, поддерживала местных коммунистов.
17 июня 1940 года под давлением СССР Меркис назначил Юстаса Палецкиса премьер-министром, а сам вскоре подал в отставку. Потом обязанности президента перешли Палецкису, а премьер-министром был назначен Винцас Креве
Вновь была легализирована коммунистическая партия, печатались её издания по пропаганде, были организованы митинги для поддержки новой власти. В это же время была запрещена оппозиция, не печатались её издания, не действовали её организации, ограничена связь с заграницей.
14—15 июля прошли выборы в Народный Сейм. Граждан заставляли идти на выборы. 21 июля собравшиеся новый Сейм объявил, что Литва проявляет своё желание войти в состав СССР. В тот же день было принято решение о советизации страны. 3 августа в Москву для подписания соглашения о вступлении Литвы в состав СССР была отправлена литовская делегация, в которую входили известные общественные деятели. Подписав этот документ, Литва вошла в состав СССР. В 1940 году 25 августа Народный Сейм подтвердил конституцию ЛССР.

### Оккупация Литовской ССР Германией
22 июня 1941 года Германия напала на СССР, началась Великая Отечественная война. Ещё в ноябре 1940 года, основанный в Берлине Литовский фронт активистов под руководством Казиса Шкирпы организовал восстание в Вильнюсе и Каунасе. Германия оккупировала территорию Литвы в первую неделю войны. В Каунасе было сформировано Временное правительство, премьер-министром которого был Юозас Амбразявичюс. Немцы не признали Временное правительство Литвы, так как не хотели предоставлять Литве право на самостоятельное существование. Они использовали кадры и институции Временного правительства в своих целях, тогда как фактическая власть принадлежала военным комендантам и полиции.
17 июля 1941 года германские власти включили территорию Литвы в Рейхскомиссариат Остланд. 5 августа 1941 года Временное правительство было распущено.
В годы войны на территории Литвы действовало несколько крупных советских партизанских отрядов. Германские войска за годы войны уничтожили около 500 тыс. мирных жителей Литвы и около 200 тыс. военнопленных, а также угнали на принудительные работы в Германию около 70 тыс. человек.
В июле 1944 — январе 1945 года Литва была освобождена советскими войсками.

### Советизация Литвы

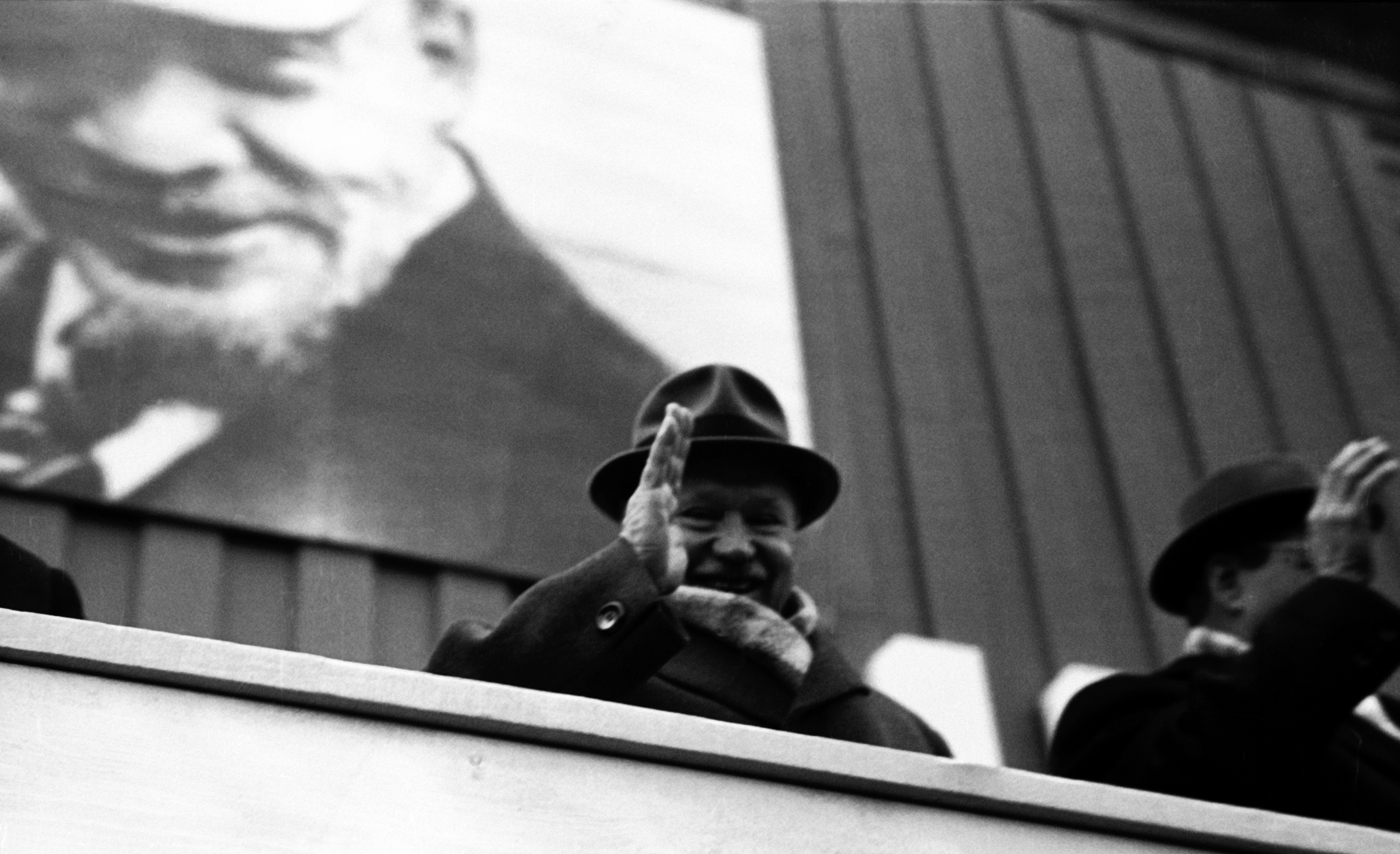
Первый секретарь ЦК Компартии Литовской ССР в 1940—1974 годах Антанас Снечкус (фото 1970 года)

Жилые дома времен Литовской ССР в вильнюсском районе Виршулишкес

Зимой 1946 года произошли первые послевоенные выборы. Выбирались 35 представителей в Верховный Совет СССР. По официальным данным, явка избирателей на выборах составляла 90 %, а кандидаты от партии коммунистов одерживали полную победу. Верховный Совет ЛССР, председателем которого был Юстас Палецкис, являлся фактически высшим органом власти. Реально основная власть была в руках первого секретаря Коммунистической партии, длительное время эту должность занимал Антанас Снечкус.
Советизация Литвы началась тогда, когда утвердилась диктатура коммунистической партии. Из Москвы в Литву были присланы лояльные режиму руководители, которые формировали институт власти. Для удержания власти руководителями советских органов назначали литовцев, а их заместителями — проверенных русскоговорящих специалистов, которые, на самом деле, держали всю власть в своих руках. До весны 1945 года в Литву было прислано около 6100 русскоговорящих работников. С самых первых дней началась повторная национализация. Частная собственность в ЛССР была упразднена. Продолжалась коллективизация, которая закончилась в 1953 году.
Одновременно с коллективизацией началась индустриализация. На территории Литвы строились фабрики, электростанции, постепенно она интегрировалась в экономическую систему СССР. Ненужная Литве продукция вывозилась за её пределы. С индустриализацией проходила и урбанизация. Строились рабочие посёлки. Выросли новые города: Электренай, Йонава, Науйойи-Акмяне, Висагинас. В них заселялись люди из разных городов и деревень ЛССР, а также из республик СССР. Началось продвижение коммунистической идеологии, в частности, появился культ личности Сталина. Жителей Литовской ССР всячески склоняли вступать в КПЛ и другие прокоммунистические организации. Наука и искусство контролировались цензурой. Государственная политика в отношении религии была недружественной, велась атеистическая пропаганда. Власть преследовала священников, закрывались монастыри.

### Лесные братья

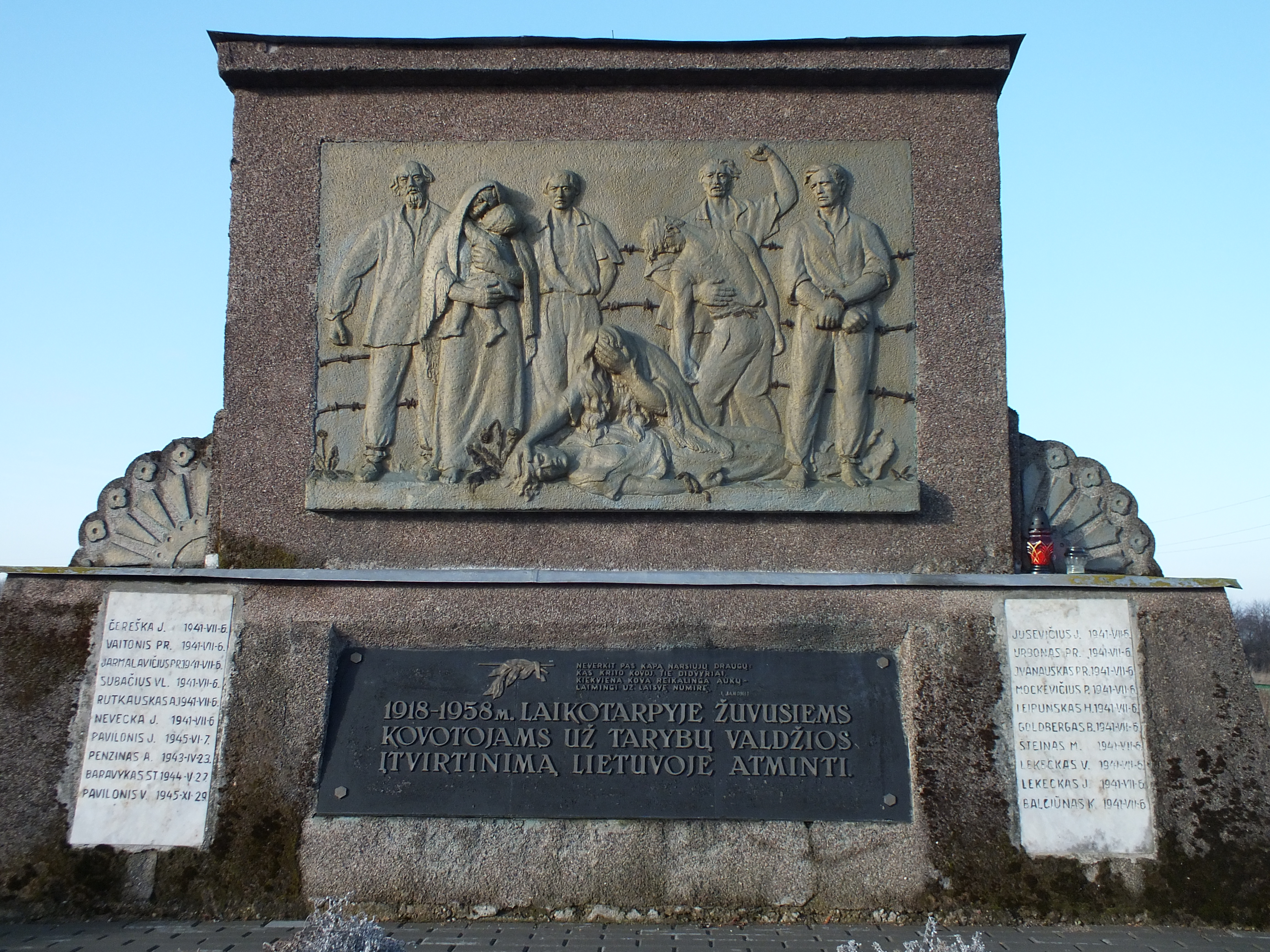
Памятник погибшим за установление советской власти в Литве в городе Симнас

В послевоенные годы в Литве набрали силу так называемые «лесные братья» — подпольные формирования, занимавшиеся антисоветской борьбой. Вооруженное сопротивление прошло три этапа. Первый этап начался летом 1944 года и длился до лета 1946 года, в течение которого организовались отдельные отряды, но единой организации не было. Второй этап начался летом 1946 года и продлился до конца 1948 года. В этот период сформировалась единая организация партизан, численность отряда «лесных братьев» составляла в среднем от 5 до 15 человек. Применялась тактика организованных неожиданных нападений на представителей и сторонников советской власти. Третий этап начался в 1949 году и закончился в конце 1953 года. В этот период был основан Союз борцов за освобождение Литвы, которым руководил Йонас Жемайтис. Отряды уменьшились до 3—5 человек, редко проходили открытые столкновения, часто использовался саботаж и террор.

### Ссылка граждан Литовской ССР
Осенью 1944 года начались создаваться списки «бандитов» и «семей бандитов», в которые были внесены участники вооруженного сопротивления. В начале 1945 года ссыльных из Каунаса эшелоном отправили в глубь СССР, летом того же года они прибыли в Таджикистан. В мае 1945 ода было принято решение организовать новые депортации из каждого округа. В 1946 г., 18—21 февраля, началась депортация из четырёх округов: Алитуса, Мариямполя, Лаздию и Таурагес. Однако 12 декабря 1947 года бюро приняло решение о том, что репрессии проходят неэффективно, и следует принять соответствующие меры. В тот день началась новая депортация. В течение декабря было сослано 2782 человека, в январе—феврале 1948 года — 1134 человека из всех округов Литвы. До мая 1948 года число ссыльных выросло до 13 304 человек. Многие из них оказались в ссылке из-за классовой борьбы. В мае 1948 года проходили подготовка к массовой депортации. Для её осуществления было собрано 30 118 работников из репрессивных структур СССР. С 22—23 мая 1948 года началась операция по депортации «Весна», в течение которой было захвачено 36 932 человека, позже число выросло до 40 002.
Вторая массовая депортация была проведена с 25—28 марта 1949 года. В течение четырёх дней 28 981 человек в вагонах для перевозки животных был отправлен в глубь СССР. Многим скрывавшимся удалось избежать ссылки. Однако в апреле начались их поиски и, впоследствии, ещё два эшелона уехало в глубь СССР. В итоге в 1949 году с марта по апрель из Литвы было депортировано около 32 тысяч человек. До 1952 года было организовано ещё десять операций по депортации литовцев. В 1953 году произошли последние ссылки в Томскую область, а также на Алтай и в Красноярский край.

### Диссидентское движение
В ЛССР существовало движение диссидентов, которые, как правило, выступали за выход Литвы из состава СССР. Диссиденты создали Лигу Свободной Литвы, которой руководил Антанас Терлецкас.
В 1972 году в знак протеста в Каунасе сжёг себя Ромас Каланта. После этого происшествия начались всеобщие протесты, которые показали, что значительная часть населения Литовской ССР не поддерживала тогдашний порядок. Активно притеснению сопротивлялись католики. Представители духовенства печатали хроники католических церквей Литвы, которые втайне распространялись как в Литве, так и за её пределами. Верующие сплачивались в небольшие группы и обучали детей религии, праздновали религиозные праздники, использовали народную и религиозную символику. Диссидентское движение поднимало народный дух, не позволило забыть свою историю, народные ценности. Благодаря им мир узнал о ситуации и нарушениях прав человека в ЛССР.

### Послевоенные события
После войны началось активное восстановление промышленности республики, создание множества новых, в том числе высокотехнологичных, предприятий и производств. Развивался научный потенциал. За достижения в коммунистическом строительстве Литовская ССР была отмечена орденом Ленина (1965) и орденом Дружбы народов (1972).
29 сентября 1960 года Парламентская Ассамблея Совета Европы приняла резолюцию 189 (1960) по случаю 20-летней годовщины «оккупации и насильственного включения в состав СССР трёх европейских государств — Эстонии, Латвии и Литвы».
В 1972 году, в связи с самосожжением Ромаса Каланты, в Каунасе прошли массовые выступления преимущественно молодёжи («уличные демонстрации, в которых приняли участие многие тысячи молодых людей»), целью этого акта был протест против гонений, которым религия подвергается в Литве.
13 января 1983 года Европейский парламент принял резолюцию по вопросу прибалтийских государств, в которой осудил факт аннексии как несоответствующий «международному праву» и обязательствам СССР по двусторонним договорам с прибалтийскими странами, подчеркнув международное непризнание аннексии.

### Выход Литвы из состава СССР

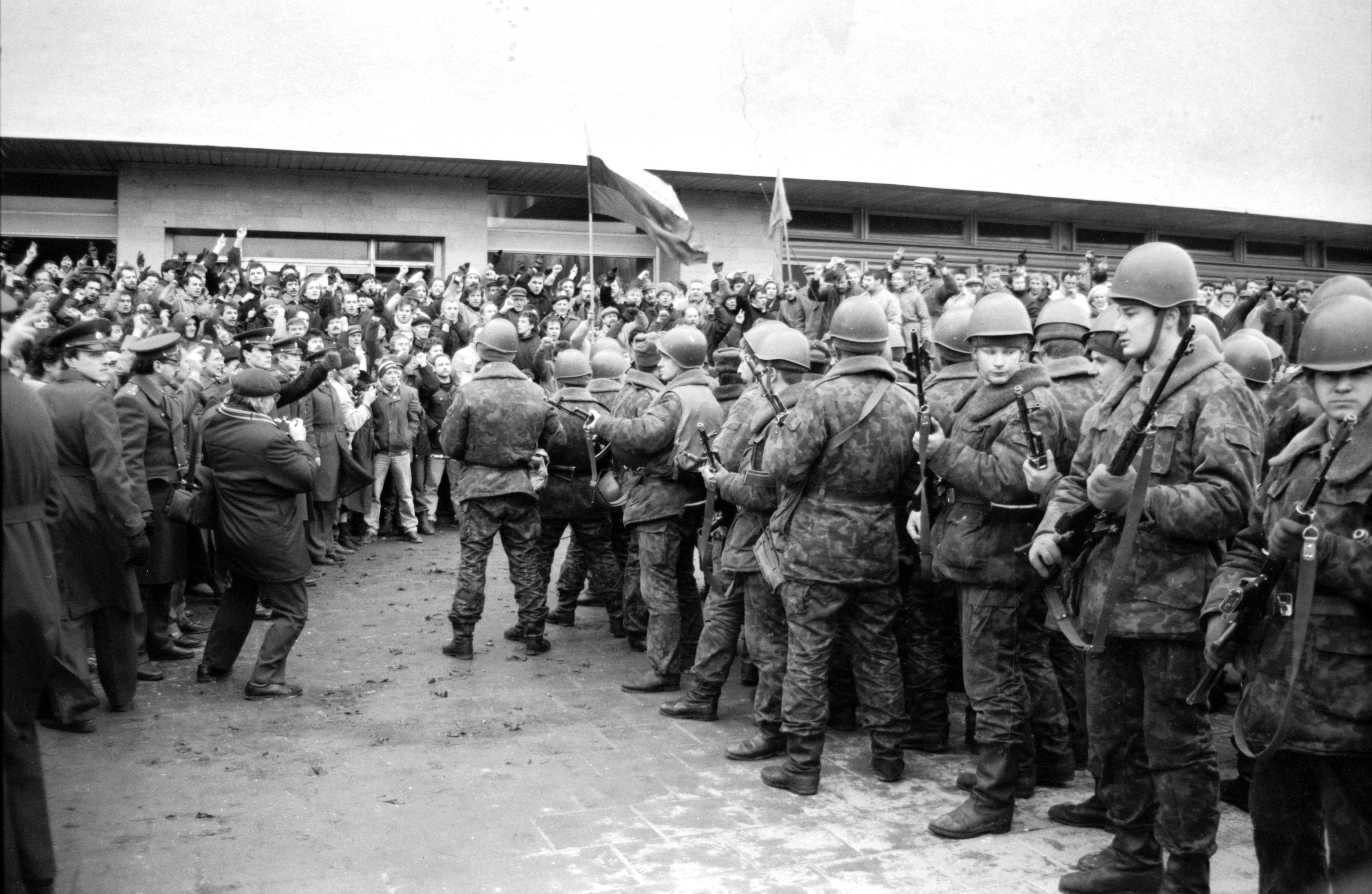
Протестующие и советские десантники у Дома печати в Вильнюсе, январь 1991 года

В 1985 году в СССР при Михаиле Горбачёве начались либеральные реформы. 23 августа 1987 года прошёл несанкционированный митинг у памятника Адаму Мицкевичу в Вильнюсе. Впервые был публично осуждён пакт Молотова — Риббентропа. В мае 1987 года был создан Фонд культуры Литвы. 3 июня 1988 года было создано Литовское движение за перестройку. 23 августа 1988 года прошёл массовый митинг в Вильнюсе, в котором приняло участие около 250 тыс. человек. В 1989 году была организована акция «Балтийский путь». Жители Литвы, Латвии и Эстонии, выражая свое желание выйти из состава СССР, выстроили живую цепь длиной почти в 600 км. 11 марта 1990 года вновь избранный Верховный Совет Литовской ССР, большинство в котором получили члены «Саюдиса», принял Акт о независимости Литвы и закон о восстановлении действия Конституции Литвы 1938 года.
Союзный центр критически отзывался о происходящих в республике событиях (так, в 1989 году Горбачёв говорил, что в республике «ведётся откровенное одурманивание людей, которым внушаются иллюзорные идеи об их благоденствии в случае выхода из СССР, отказа от социализма»), но активных действий не предпринимал, за исключением экономической блокады республики, введённой в апреле того же года.
В январе 1991 года самопровозглашённый Комитет национального спасения Литвы объявил о восстановлении в республике советской власти. По просьбе Комитета, персональный состав которого так и не был опубликован, в Вильнюс, Каунас и другие города республики были введены советские войска, однако отстранить от власти правительство Литовской республики, несмотря на симпатии в союзном центре, Комитету так и не удалось. 13 января после ввода частей Советской армии в Вильнюсе произошло кровопролитные столкновения, погибли 15 человек.
6 сентября 1991 года, уже после августовского путча, Государственный совет СССР признал независимость Литвы и двух других прибалтийских республик.

## Государственные символы
Герб Литовской ССР соответствовал гербам других союзных республик и стран социалистического содружества. Он представлял собой изображение золотого серпа и молота в золотых лучах солнца на белом фоне, обрамлённого колосьями и дубовыми листьями (намёк на характерную древесную флору региона), перевитыми красными лентами с надписями слева на литовском и справа на русском языках: «Пролетарии всех стран, соединяйтесь!». В верхней части герба располагалась пятиконечная звезда, в нижней его части — буквы на красной ленте: «LTSR».

Флаг Литовской ССР (1988—1991)

Флаг Литовской ССР представлял собой полотнище из трёх горизонтально расположенных цветных полос: верхней — красного цвета (восемь двенадцатых ширины флага); средней — белого цвета (одну двенадцатую ширины флага); нижней — зелёного цвета (три двенадцатых ширины флага). В верхнем левом углу красной части флага размещалось изображение золотых серпа и молота с красной пятиконечной звездой над ними, обрамлённой золотой каймой. Отношение ширины флага к его длине — 1:2. 18 ноября 1988 года в качестве флага ЛитССР был восстановлен жёлто-зелёно-красный флаг довоенной Литовской Республики.
Гимн Литовской ССР. После включения Литвы в состав СССР в 1940—1944 годах в качестве гимна использовался «Интернационал». С 1944 по 1950 год использовался гимн межвоенной Литвы («Национальная песнь» Винцаса Кудирки). С 1950 по 1988 год исполнялся Государственный гимн Литовской ССР (текст Антанаса Венцловы, музыка Балиса Дварионаса и Йонаса Швядаса). С 1988 года гимн — «Национальная песнь» В. Кудирки.

## Административное деление
После образования Литовской ССР первое время сохранялось деление на уезды, волости и апилинки (лит. apylinkė, то есть «околица», административно-территориальная единица меньше района с собственным самоуправлением, отдалённый аналог сельсовета). К 1 января 1941 года в Литве было 23 уезда и 4 города республиканского подчинения:

| - Алитусский уезд - Биржайский уезд - Вилкавишкский уезд - Вильнюсский уезд - Зарасайский уезд - Каунасский уезд - Кедайнский уезд - Кретингский уезд - Мажейкский уезд | - Мариямпольский уезд - Паневежский уезд - Расейнский уезд - Рокишкский уезд - Сейнайский уезд - Таурагский уезд - Тельшайский уезд - Тракайский уезд - Укмергский уезд | - Утянский уезд - Шакяйский уезд - Шяуляйский уезд - Швенчионельский уезд - Швенчионский уезд - город Вильнюс - город Каунас - город Паневежис - город Шяуляй |  |

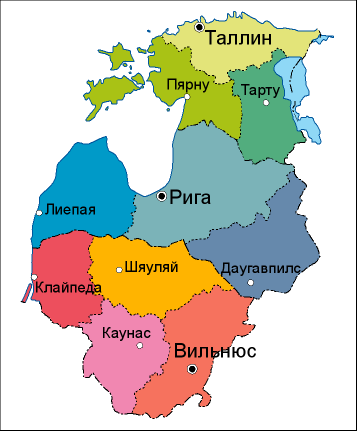
Области Прибалтики в 1952—1953 гг.

Во второй половине 1940-х годов количество уездов постепенно росло: в 1945 году были образованы Ионишкский и Ладзийский уезды; в 1946 году — Варенский, Кайшядорский, Клайпедский и Купишкский; в 1947 — Аникшчяйский, Кельмесский, Куршенский, Пасвальский, Плунгеский, Пренайский, Радвилишкский и Юрбаркский; в 1948 — Вилькийский, Калварийский, Ретавский и Ширвинтский.
20 июня 1950 года в Литовской ССР прежнее административное деление было заменено советским делением на области, районы и сельсоветы. Республика стала делиться на четыре области (Вильнюсскую, Каунасскую, Клайпедскую и Шяуляйскую). Области делились на 87 районов и 4 города областного подчинения. Районы, в свою очередь, делились на 2755 сельсоветов, 65 городов районного подчинения и 8 посёлков городского типа.
26 апреля 1954 года области были ликвидированы; сельсоветы укрупнялись (в 1954—1224, в 1963—653). В 1963 году насчитывалось 41 район, 89 городов, 25 посёлков городского типа. В последние годы существования Литовской ССР территория делилась на 44 сельских района и 11 городов республиканского подчинения.
- Акмянский район
- Алитусский район
- Аникщяйский район
- Биржайский район
- Варенский район
- Вилкавишкский район
- Вильнюсский район
- Зарасайский район
- Игналинский район
- Ионавский район
- Ионишкский район
- Кайшядорский район
- Капсукский район
- Каунасский район
- Кедайнский район
- Кельмеский район
- Клайпедский район
- Кретингский район
- Купишкский район
- Лаздийский район
- Мажейкский район
- Молетский район
- Пакруойский район
- Паневежский район
- Пасвальский район
- Плунгеский район
- Пренайский район
- Радвилишкский район
- Расейнский район
- Рокишкский район
- Скуодасский район
- Таурагский район
- Тельшяйский район
- Тракайский район
- Укмергский район
- Утенский район
- Шакяйский район
- Шальчининкский район
- Швенчёнский район
- Шилальский район
- Шилутский район
- Ширвинтский район
- Шяуляйский район
- Юрбаркский район
- город Алитус
- город Бирштонас
- город Вильнюс
- город Друскининкай
- город Капсукас
- город Каунас
- город Клайпеда
- город Неринга
- город Паланга
- город Паневежис
- город Шяуляй[40]

Самые крупные города, Вильнюс и Каунас, кроме того, делились на городские районы (всего 7). Сельские районы делились на сельсоветы и включали 22 посёлка городского типа и 81 город районного подчинения.

## Руководители
В 1940—1990 годах фактическими руководителями Литовской ССР были первые секретари ЦК Компартии Литвы:
- Антанас Снечкус (15 августа 1940 — 22 января 1974)
- Пятрас Гришкявичюс (18 февраля 1974 — 14 ноября 1987)
- Рингаудас-Бронисловас Сонгайла (1 декабря 1987 — 20 октября 1988)
- Альгирдас Бразаускас (20 октября 1988 — 19 декабря 1989)

20 декабря 1989 года Компартия Литвы вышла из состава КПСС, а 15 января 1990 года её лидер Альгирдас Бразаускас был избран Председателем Президиума Верховного Совета Литовской ССР. Таким образом, он был руководителем Литовской ССР:
- 20 декабря 1989 — 15 января 1990 как первый секретарь ЦК Независимой Компартии Литвы;
- 15 января — 11 марта 1990 как первый секретарь ЦК Независимой Компартии — Председатель Президиума Верховного Совета.

11 марта 1990 года после многопартийных выборов власть перешла к блоку «Саюдис», и Председателем Верховного совета стал его лидер Витаутас Ландсбергис.

## Население
Население — 2,9 млн человек (1940). Изменения численного и национального состава зависело от репрессивной политики, осуществлявшейся немецкими оккупантами и их местными союзниками, массового уничтожения евреев (95 % еврейского населения, около 200 тыс. человек, по другим сведениям — около 225 тысяч), проведённого в 1940—1950-х годах массового выселения поляков в Польшу (так называемая «репатриация»).
Кроме этого, с 14 по 18 июня 1941 года из Литвы было выслано в отдалённые районы Сибири и Крайнего Севера около 34 тысяч. По данным Центра исследования геноцида и резистенции жителей Литвы, в 1940—1953 годах из Литвы было депортировано около 132 тыс. жителей в Сибирь, Заполярье и Среднюю Азию. 70 % из них составляли женщины (около 50 тыс.) и дети (около 39 тыс.). Одновременно около 200 тыс. находилось в заключении в тюрьмах и, главным образом, в лагерях (около 150 тыс.). В 1944 году с приближением Красной армии к Литве значительная часть населения выехала, главным образом в Германию.
В ходе вооружённой борьбы с Советской властью 1944—1953 гг., с оружием в руках погибло или было умерщвлено в тюрьмах свыше 20 тысяч человек (по другим сведениям свыше — 30 тысяч). Общие потери населения за 1940—1952 год составили 80 922 человека.
Позднее, в 1975 году численность населения достигла 3,29 млн; на 1 января 1976 года — 3315 тыс. чел., по последней всесоюзной переписи населения 3 689 779 (1989).
По переписи 1970 года 80,1 % составляли литовцы (2507 тыс.), 8,6 % — русские (268 тыс.), 7,7 % — поляки (240 тыс.), 1,5 % — белорусы (45 тыс.), 0,8 % — украинцы; проживали также латыши, татары, евреи и представители других национальностей.
Проведение коллективизации и индустриализации изменило соотношение городского и сельского населения: в 1959 году доля сельского населения составляла 61, 4 %, в 1970 — 49, 8 %. В начале 1974 года в городах проживало на 329 тысяч человек больше, чем в сельской местности. Женщины составляли 53 %, мужчины 47 % населения.

## Экономика
- Производство промышленной продукции по годам

## Культура Литовской ССР

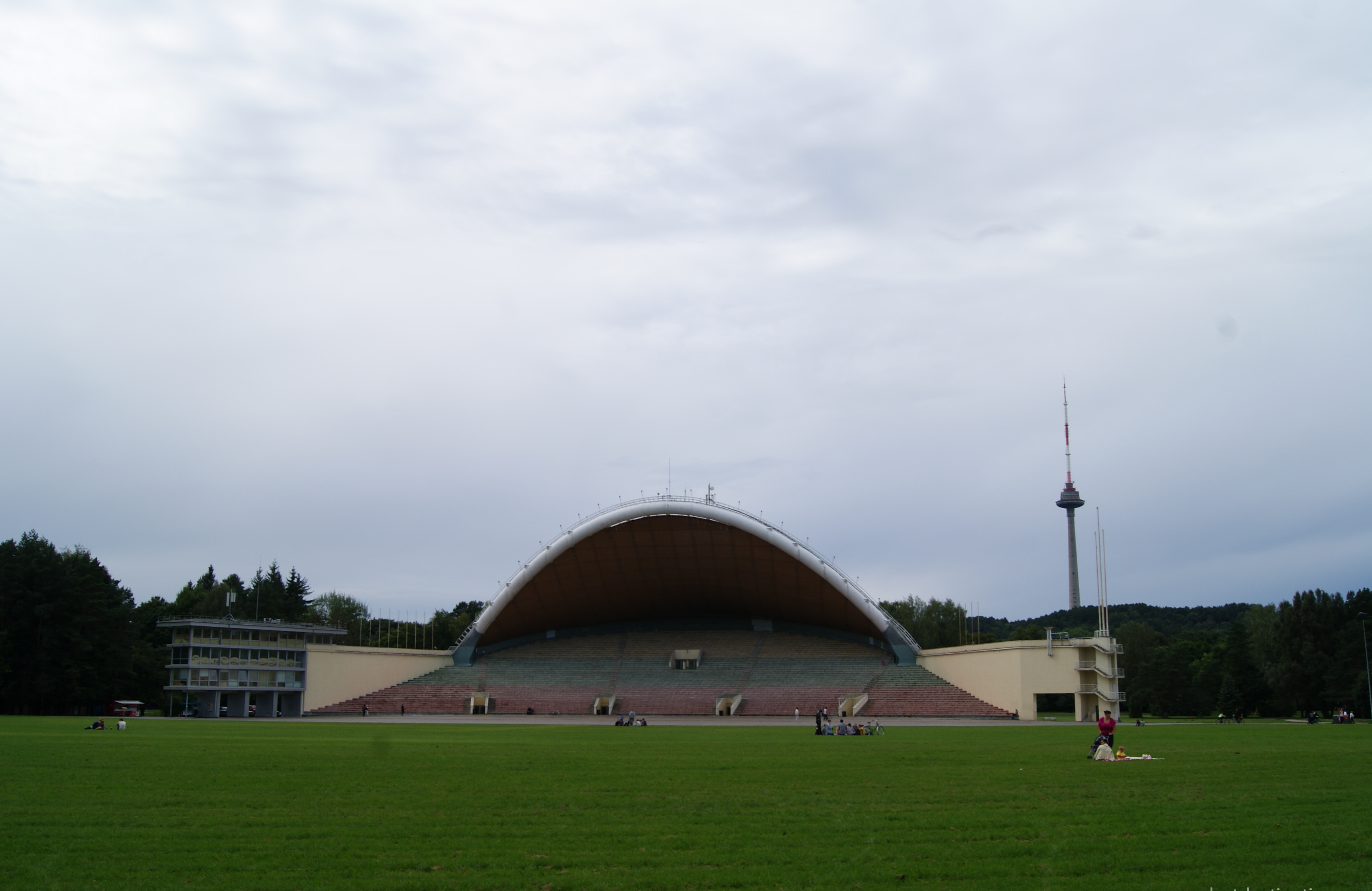
Эстрада в парка Вингис, сооружена в 1960 году
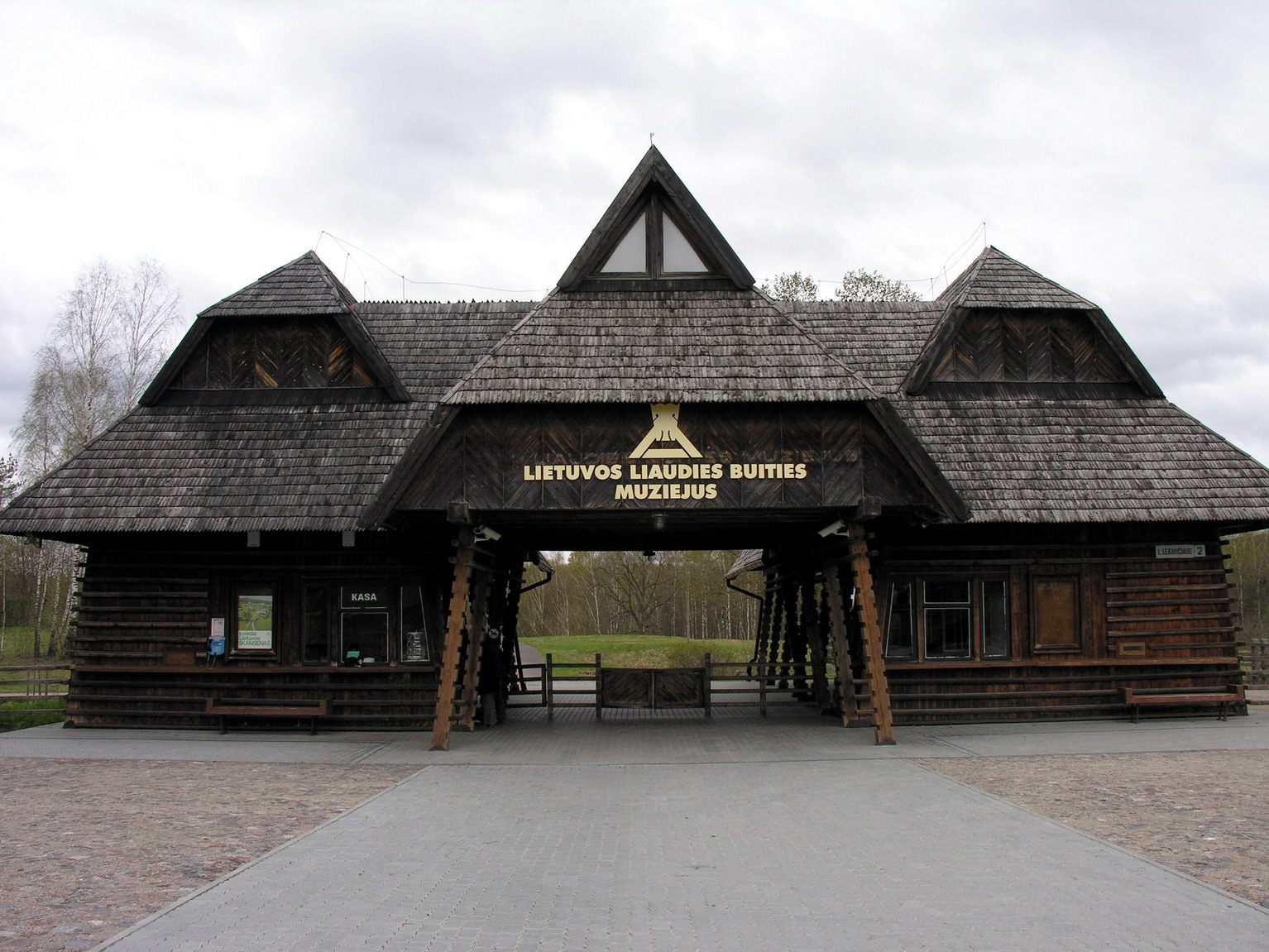
Музей народного быта Литвы, открыт в 1974 году

В советское время пропагандировалось так называемое «народное искусство». Регулярно проходил Праздник песни, во время которого звучали литовские народные песни. Народное искусство представляло жизнь рабочих, их борьбу с буржуазией за социальную справедливость, а также их жизненные ценности: трудолюбие, справедливость, принципиальность. За большие достижения деятелям искусства присуждалось звание заслуженного артиста Литовской ССР. После смерти Сталина началась политическая оттепель. Появилось поколение новых писателей. Главную роль в жизни общества играл театр. Литовский театр был одним из самых сильных театров в СССР.

## Спорт в Литовской ССР

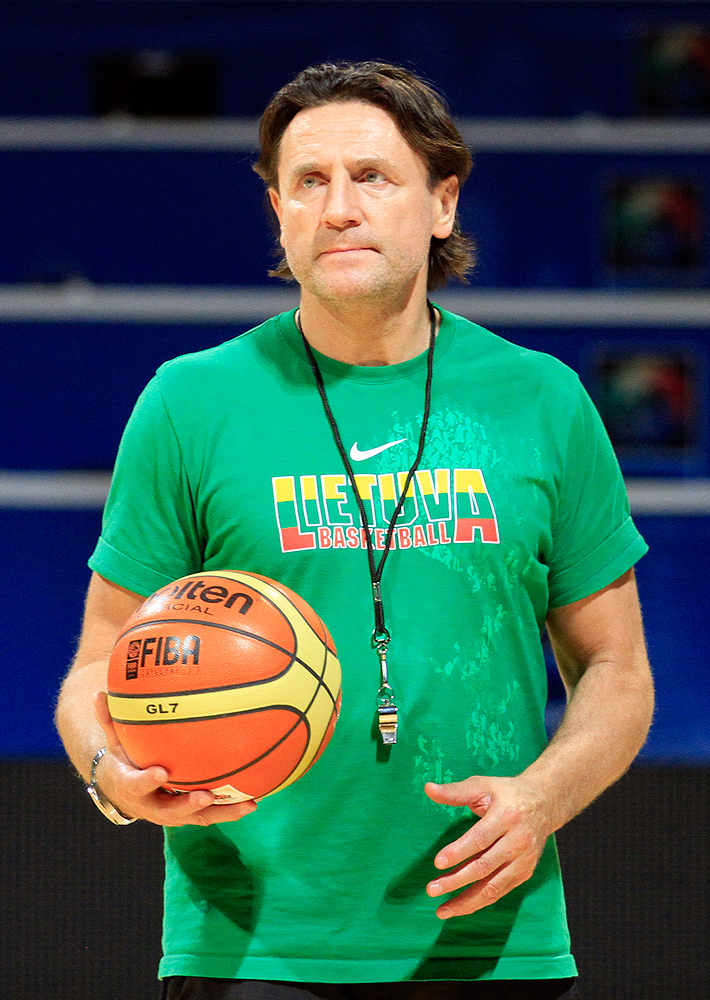
Олимпийский чемпион 1988 года по баскетболу в составе сборной СССР Вальдемарас Хомичюс

Из игровых видов спорта в Литовской ССР наиболее популярен был баскетбол. Мужской клуб «Жальгирис» из Каунаса пять раз становился чемпионом СССР (1947, 1951, 1985, 1986, 1987). В 1986 году «Жальгирис», который тренировал Владас Гарастас, играл в финале Кубка европейских чемпионов, где уступил югославской «Цибоне». В женском баскетболе «Кибиркштис» из Вильнюса неоднократно становился призёром чемпионата СССР в 1960-х, 1970-х и 1980-х годах.
В футболе наиболее успешной литовской командой был «Жальгирис» из Вильнюса, который в 1987 году под руководством Беньяминаса Зелькявичюса стал бронзовым призёром чемпионата СССР (единственная команда из Прибалтики, которая становилась призёром чемпионата СССР по футболу).
Литовские команды побеждали в чемпионатах СССР по гандболу как среди женщин («Жальгирис» из Каунаса), так и среди мужчин («Атлетас»/«Гранитас» из Каунаса).
В составе сборной СССР литовские спортсмены добились значительных успехов на международной арене. Впервые представители Литовской ССР стали олимпийскими чемпионами в 1968 году (боксёр Дан Позняк и волейболист Василиюс Матушевас). Спортсмены Литовской ССР побеждали на Олимпийских играх в составе сборной СССР в таких видах спорта, как баскетбол, гребля на байдарках и каноэ, гандбол, лёгкая атлетика, плавание, биатлон, лыжные гонки, футбол, велоспорт. Двукратными олимпийскими чемпионами являются гандболистка Алдона Нененене, баскетболистка Ангеле Рупшене, велогонщик Гинтаутас Умарас.

## Награды
- 17 июля 1965 года Указом Президиума Верховного Совета СССР Литовская ССР награждена орденом Ленина[48].
- 29 декабря 1972 года Указом Президиума Верховного Совета СССР Литовская ССР награждена орденом Дружбы народов[48].
- 11 июля 1980 года Указом Президиума Верховного Совета СССР Литовская ССР награждена орденом Октябрьской Революции[48].

## В филателии

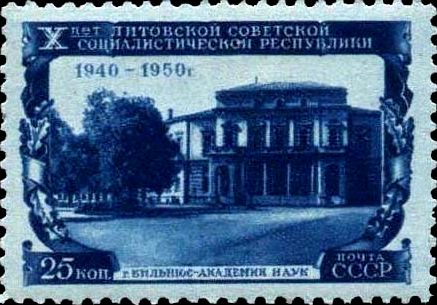
Почтовая марка, 1950 года. 10 лет Литовской ССР. Вильнюс. Здание Академии наук
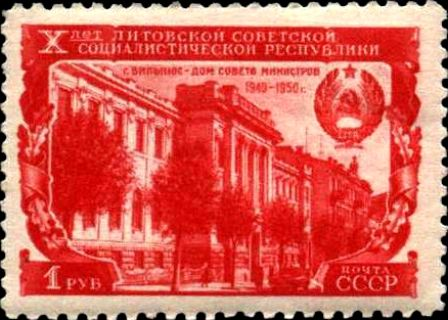
Почтовая марка, 1950 года. 10 лет Литовской ССР. Дом советов Литовской ССР.
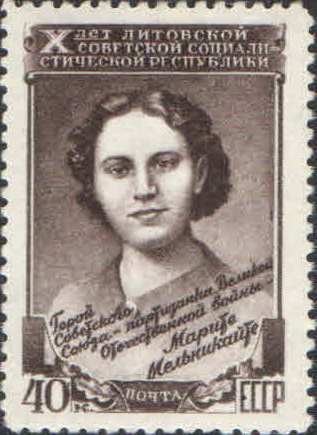
Почтовая марка, 1950 года. 10 лет Литовской ССР. Дом советов Литовской ССР. М.И. Мельникайте
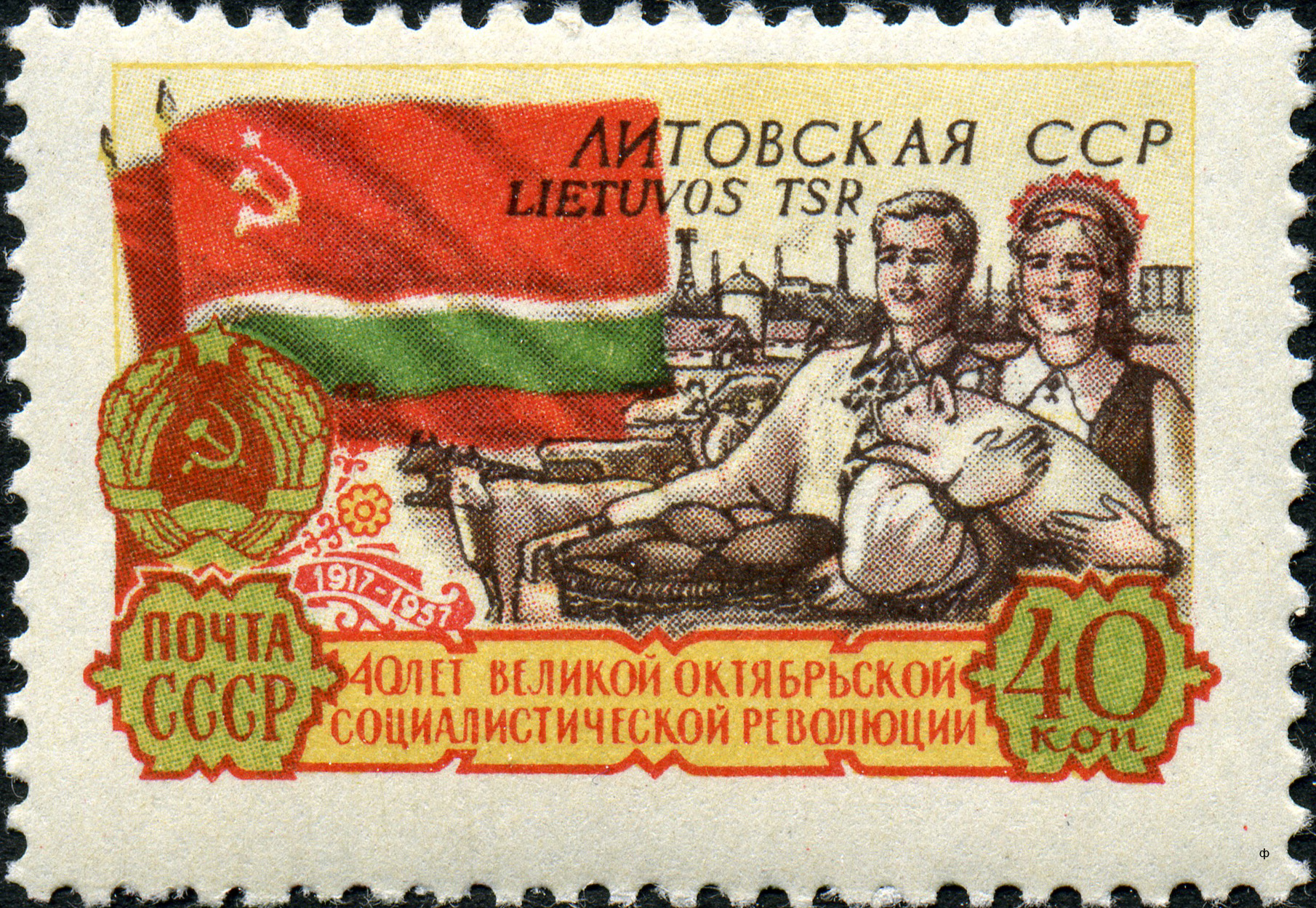
Почтовая марка СССР, 1957 год. 40 лет Октябрьской социалистической революции. Литовская ССР
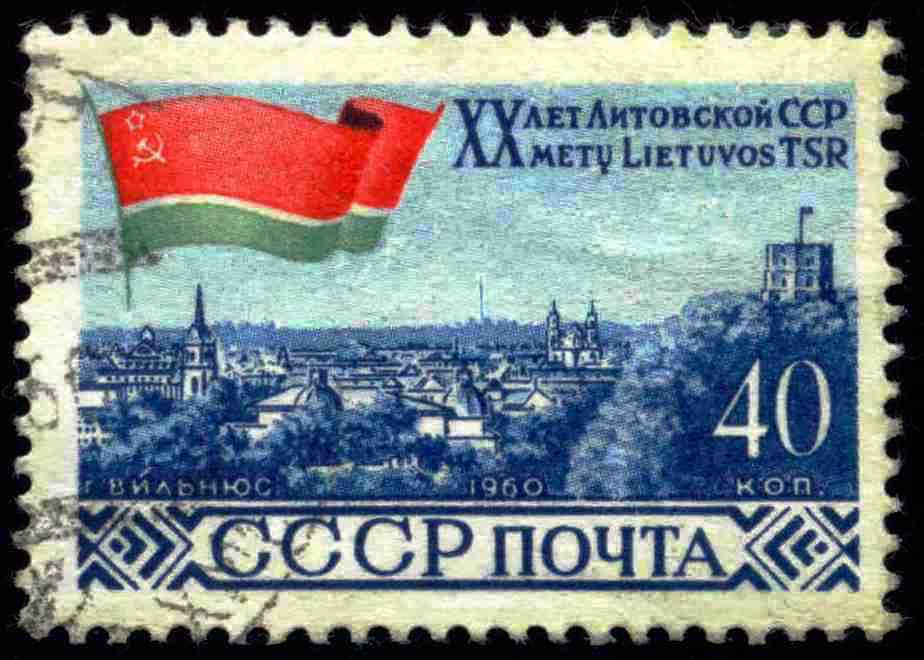
Почтовая марка СССР «XX лет Литовской ССР» (40 коп., художник Н. Круглов, 1960)
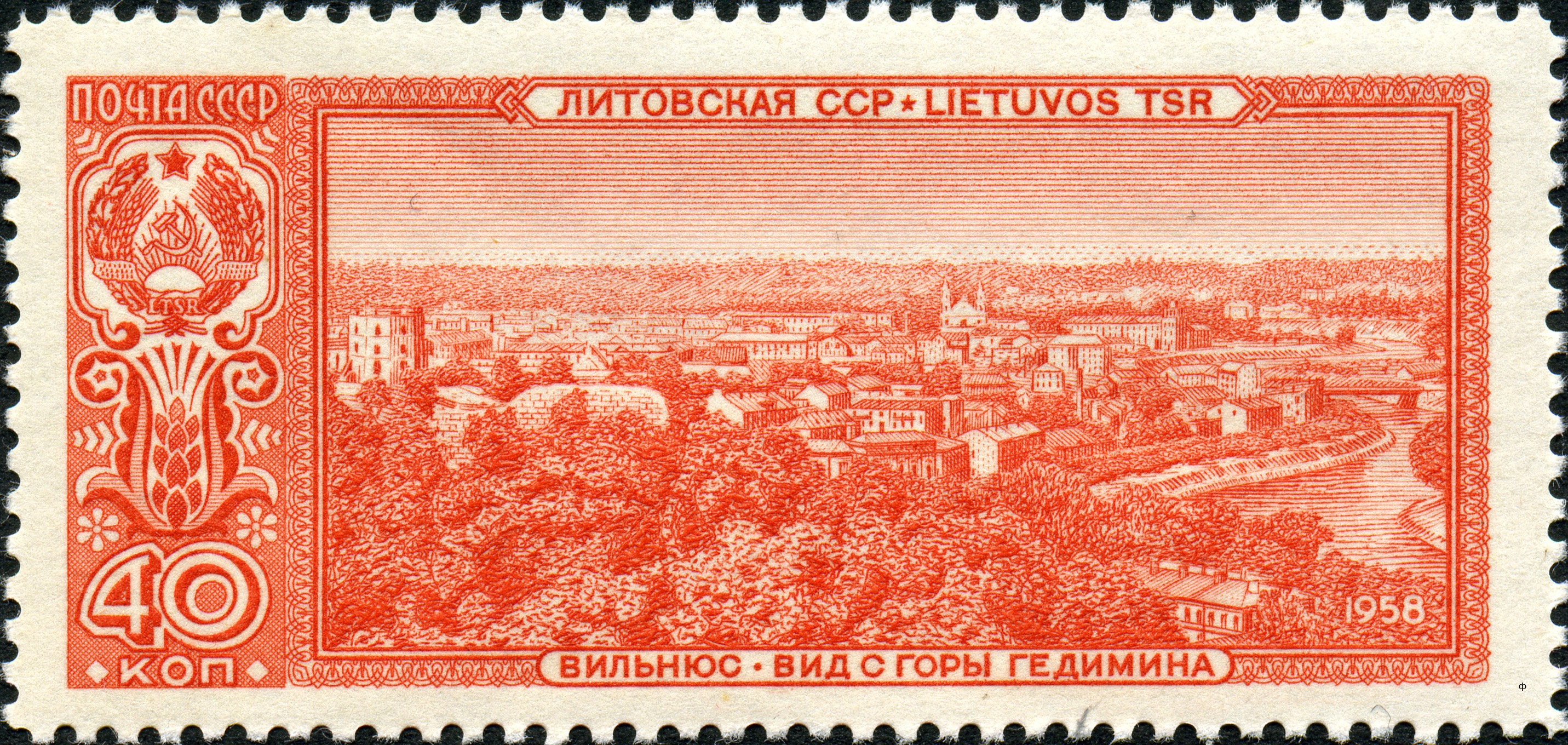
Почтовая марка 1958 год. Литовская ССР. Вильнюс. Вид с горы Гедимина
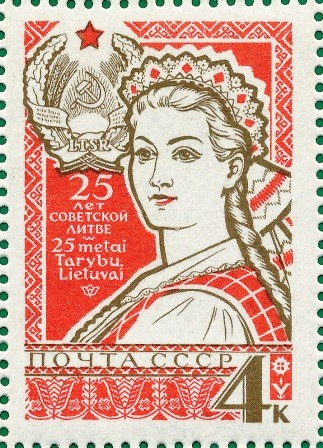
Почтовая марка, 1965 год. 25 лет Литовской ССР
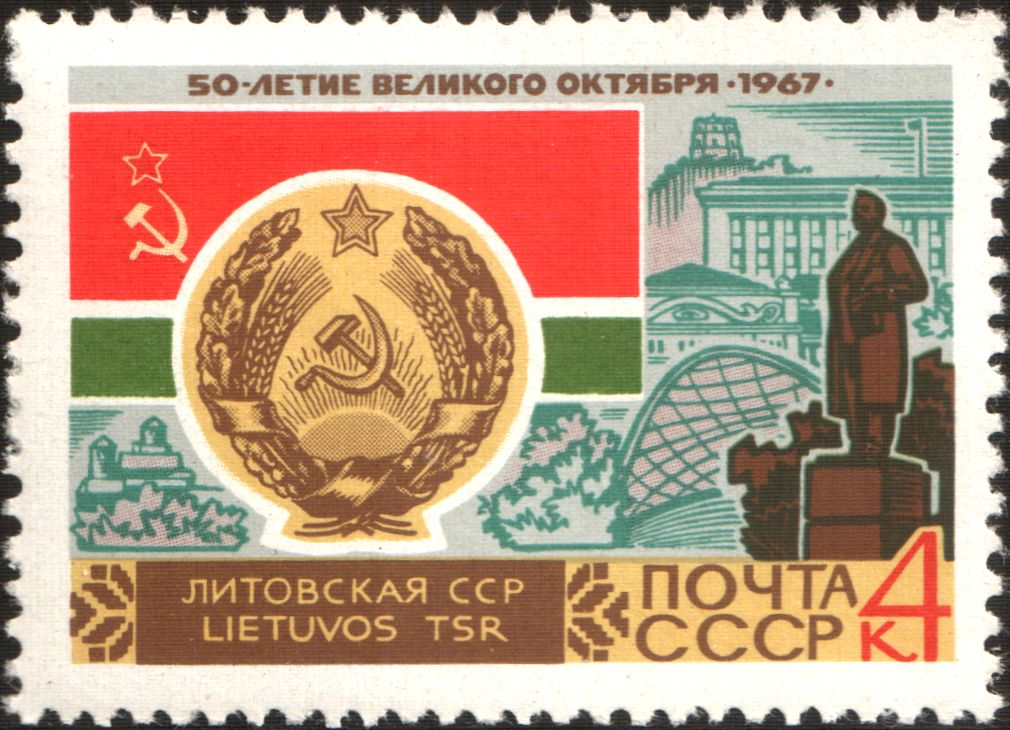
Почтовая марка 1967 год
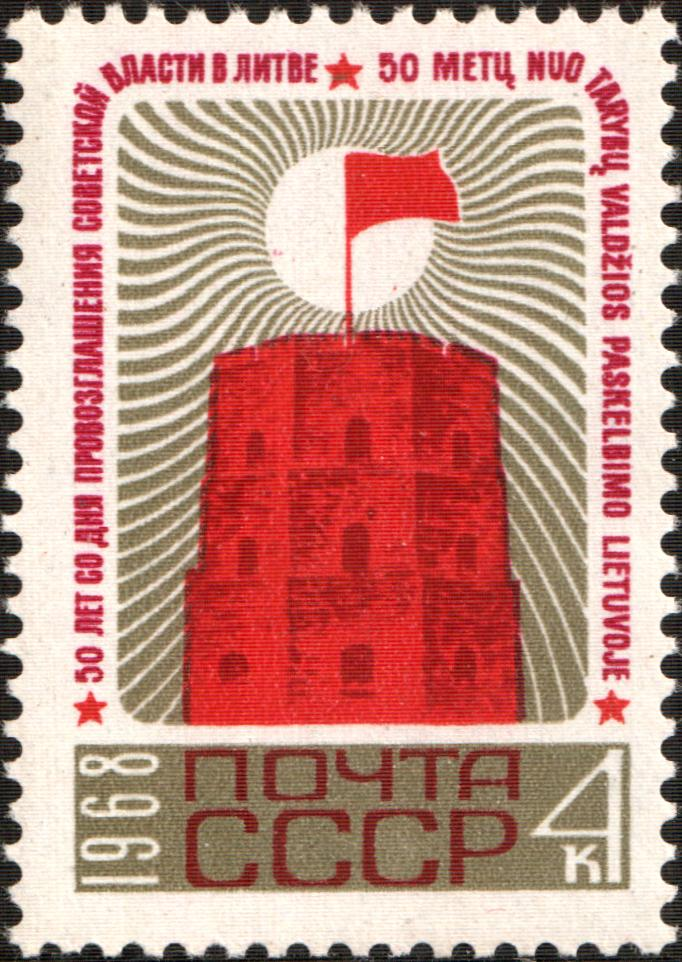
Почтовая марка СССР, 1968 год
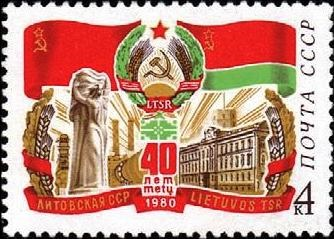
Почтовая марка СССР, 1980 год. 40-летие Республики